# HH 34
HH 34 是一個包含了一原恆星（一個在星際介質中的巨分子雲收縮下出現的天體，為恆星形成的早期階段）的赫比格-哈羅天體。這個赫比格-哈羅天體位於獵戶座大星雲附近。HH 34距離地球約1,500光年，外貌如一個瀑布，「瀑布」的顏色為黃色，而這個赫比格-哈羅天體正正在該「瀑布」的正下方。是宇宙中由新生恆星所形成、狀似星雲的天體。HH 34的形成為新誕生的恆星以秒速逾百公里的速度連續噴出氣體並與該新恆星周圍的灰塵雲和氣體雲猛烈地擊撞並產生光芒，從而形成HH 34這個赫比格-哈羅天體。